# The Beauty Week Award
The Beauty Week Award（ザビューティーウィークアワード）は、NPO法人美容週間振興協議会・全国美容週間実行委員会主催で2004年に制定された賞で、髪の美しい著名人、美容業界の活性化に貢献した著名人に対し「The Best of Beauty」と冠して贈られる。9月4日の「くしの日」に合わせて毎年この時期に発表される。

## 受賞者
- 第1回 2004年：黒谷友香、立花美哉、武田美保
- 第2回 2005年：小沢真珠、鈴木亜美、浅見れいな
- 第3回 2006年：坂本冬美、長澤まさみ、栗山千明
- 第4回 2007年：神田うの、堀北真希、寺島しのぶ
- 第5回 2008年：南明奈、檀れい、栗原恵
- 第6回 2009年：福田沙紀、ベッキー、小西真奈美
- 第7回 2010年：忽那汐里、貫地谷しほり、優木まおみ
- 第8回 2011年：剛力彩芽、戸田恵梨香、広末涼子、牧瀬里穂、溝端淳平
- 第9回 2012年：草刈麻有、榮倉奈々、優香、桐谷健太
- 第10回 2013年：吉本実憂、ローラ、壇蜜、塚本高史
- 第11回 2014年：植野有砂、ホラン千秋、渡辺麻友
- 第12回 2015年：シシド・カフカ、安達祐実、河北麻友子
- 第13回 2016年：西川史子、神田沙也加、指原莉乃
- 第14回 2017年：千葉雄大、堀田茜[2]